# Dreibandregenpfeifer

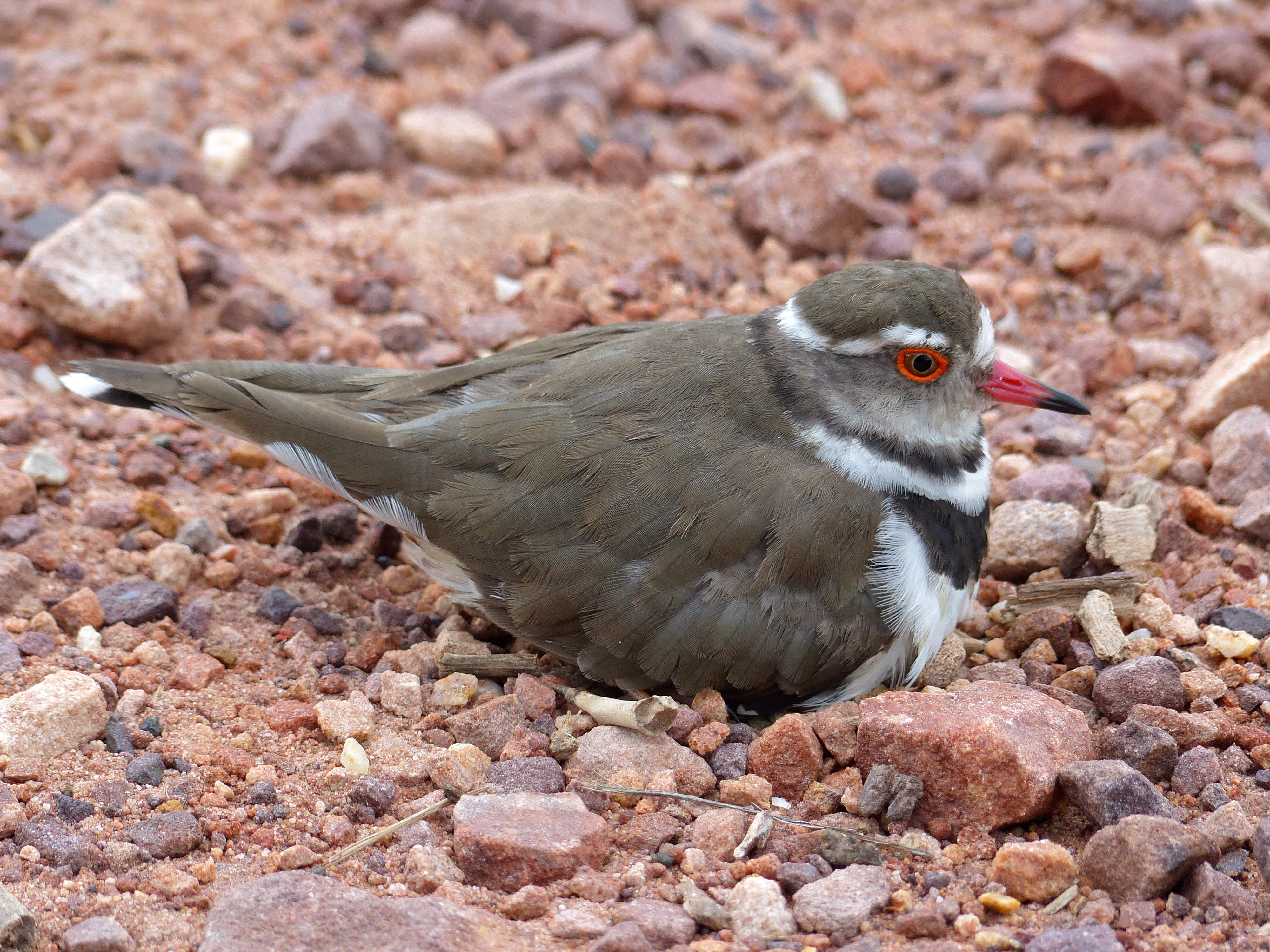
Dreibandregenpfeifer (Thinornis tricollaris tricollaris), Weibchen brütend

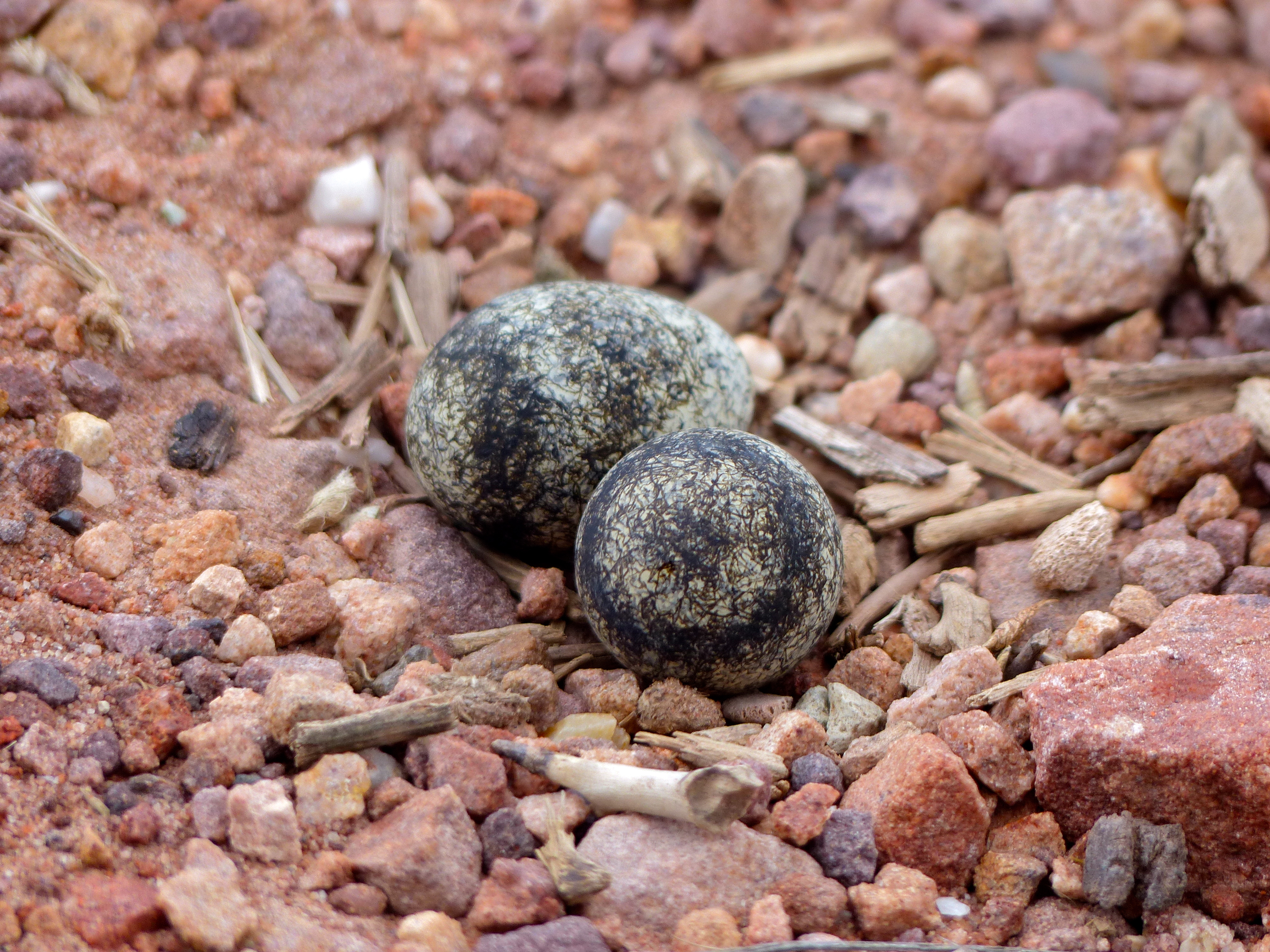
Gelege des Dreibandregenpfeifer (Thinornis tricollaris tricollaris)

Der Dreibandregenpfeifer (Charadrius tricollaris) ist eine afrikanische Vogelart aus der Familie der Regenpfeifer (Charadriidae). Es werden zwei Unterarten unterschieden.

## Beschreibung
Der Dreibandregenpfeifer ist von anderen Regenpfeifer-Arten leicht durch sein doppeltes schwarzes Brustband zu unterscheiden. Darüber hinaus besitzt er einen auffälligen roten Ring um die Augen sowie einen roten Schnabelansatz. Das ausgewachsene Tier erreicht eine Größe von 18 cm.
Das Erscheinungsbild von männlichen und weiblichen Vögeln ist gleich. Bei Jungvögeln sind die Farben des Gefieders weniger stark ausgeprägt, zudem fehlt der rote Augenring.
Wie bei den meisten Regenpfeifern erfolgt die Nahrungsaufnahme in einem Rhythmus, der aus einem schnellen Laufen, einem abrupten Abstoppen und einem Picken besteht.
Die Nominatform Charadrius tricollaris tricollaris unterscheidet sich durch das hellere Gesicht und den helleren Nacken von der nur auf Madagaskar vorkommenden Unterart Charadrius tricollaris bifrontus.

## Lebensraum
Der Dreibandregenpfeifer ist an allen Wasserflächen mit sandigem oder kiesigem Uferstreifen anzufinden. Sein Verbreitungsgebiet ist das südliche Afrika (Namibia, Südafrika, Botswana, Simbabwe, südliches Mosambik) ohne die Kalahari-Region. Er kommt außerdem auf Madagaskar vor. Er ist weitverbreitet und nicht gefährdet. In Südafrika nimmt die Zahl an Dreibandregenpfeifern sogar zu. Die Art profitiert hier von der Ausweitung der Bewässerungsanlagen.

## Ernährung
Auf dem Speiseplan des Dreibandregenpfeifers stehen Würmer, Insekten, Larven und Krebstiere.